# Spikborn

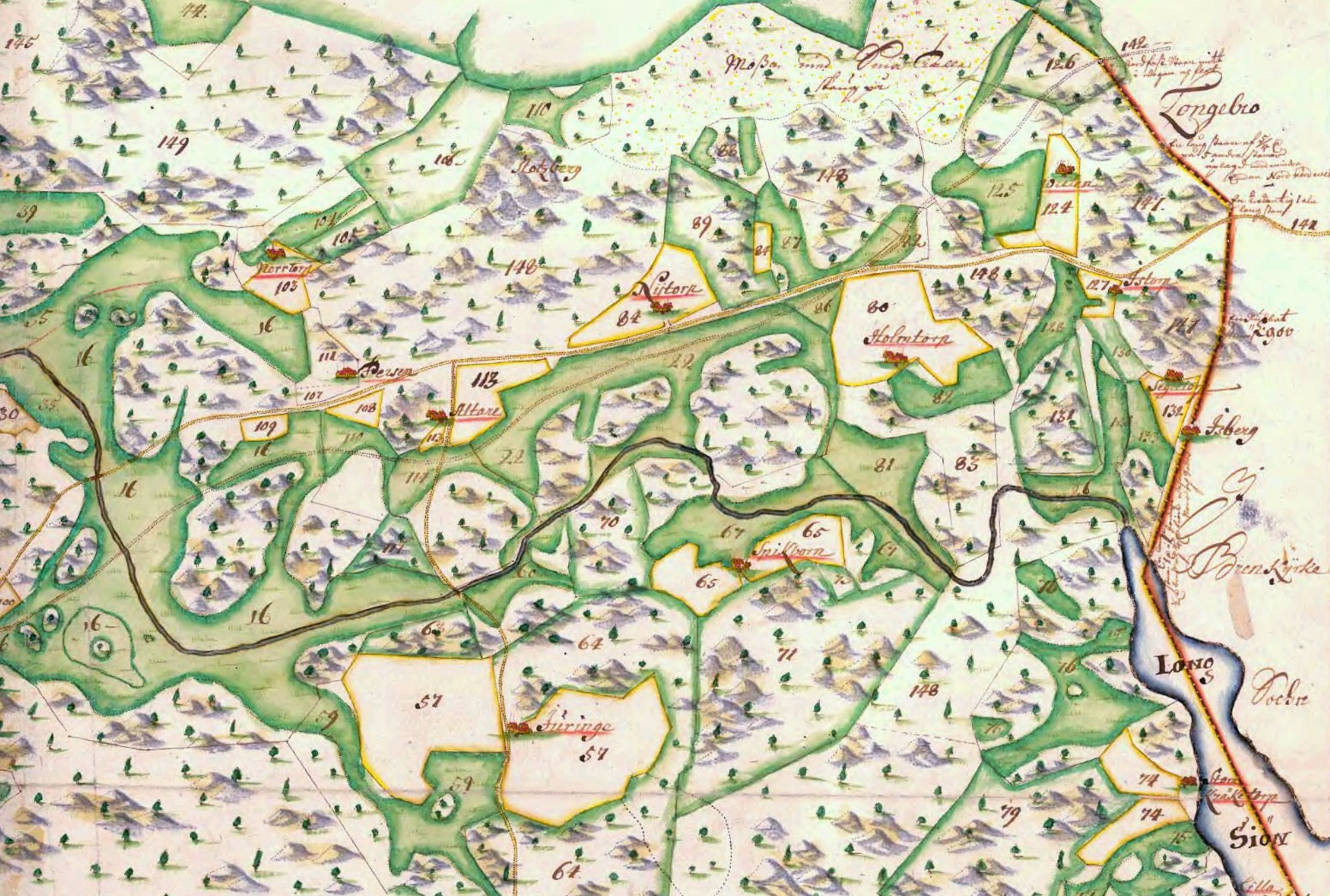
"General Carta öfwer Vårby säteri 1703", del visande bland annat torpen Segeltorp, Altartorp, Juringe och Spikborn samt Långsjön (längs t.h.).

Spikborn (även Spikboren eller Spijkbåren) var ett torp i nuvarande kommundelen Segeltorp i Huddinge kommun. Torpet låg under säteriet Vårby gård och byggdes troligen på 1650-talet, de sista resterna av byggnaden revs i februari 1977. Det märkliga namnet härrör troligen från verktyget "spikborr". Området "Spikborn" ligger inom Gömmarens naturreservat.

## Historik

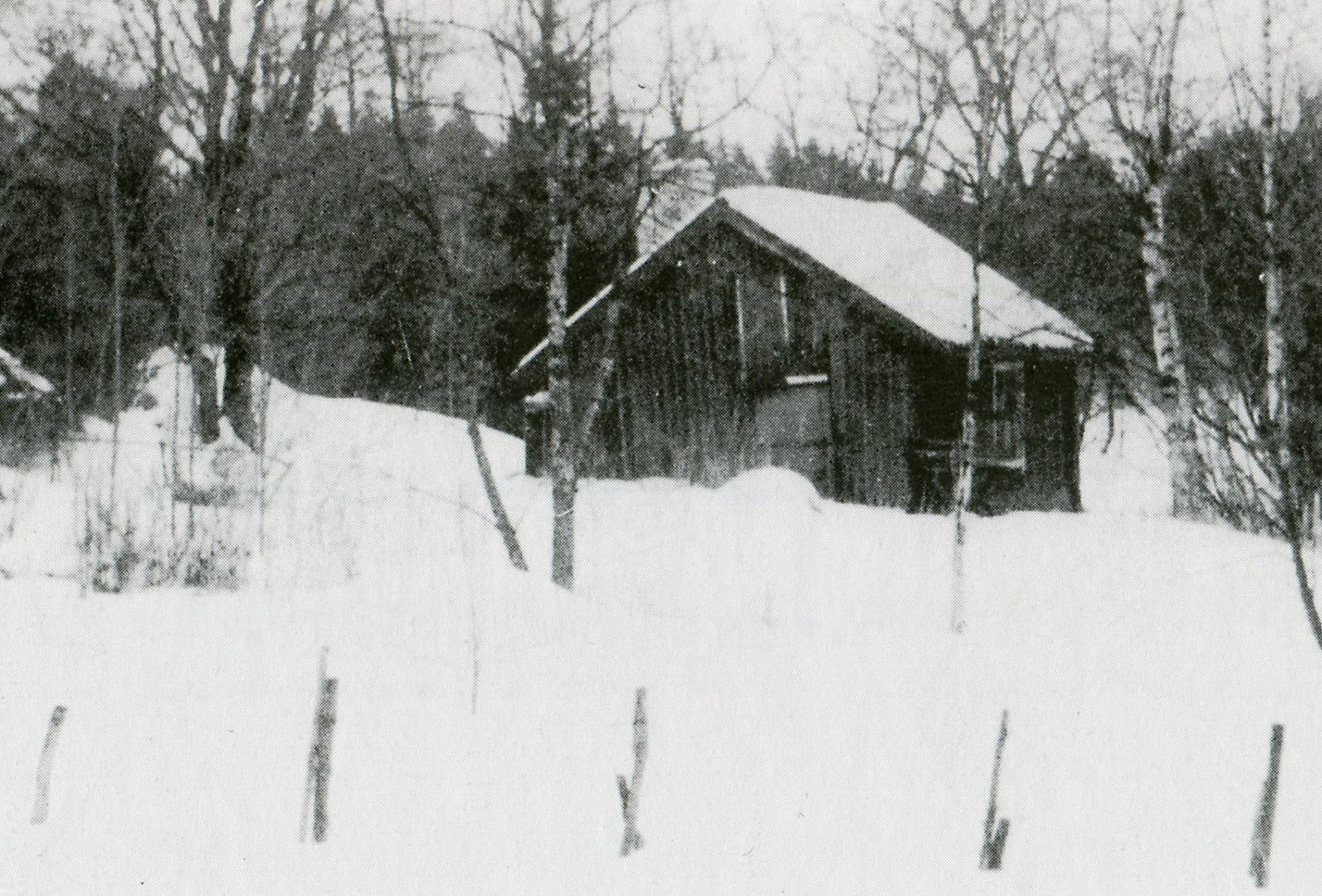
Torpet Spikborn på 1960-talet.

I äldre handlingar från 1700-talet skrevs namnet Spijkboren och Spijkbore. Ordet "borr" ingår i namnet och en spikborr definieras som "en borr med skruvformig spets, hvarmed hål förborgas vid spikars inslagning" (enligt Dahlins ordbok). Något i torpets närhet liknade tydligen en spikborr.
Spikborn återfinns på kartografen Abraham Hesselgrens General Carta öfwer Vårby sätegård... från 1703 som torp, men är förmodligen 50 år äldre. Torpet var beläget strax söder om Juringeån (Långsjöns utlopp mot Vårby och Mälaren). I jordeboken 1749 nämns det som Vårby säteris rusthåll och i husförhörslängden från 1751 som dagsverkstorp under Vårby gård. 
Siste torparen var Olof Olsson, född 1767, och hans hustru Maria Margaretha Persdotter, född 1784. De flyttade från Spikborn år 1827 och stället blev därefter bostad för en gift dräng. År 1840 lades jorden till Vårby gård.
De sista resterna efter Spikborn revs i februari 1977. Vid en arkeologisk undersökning som genomfördes 1981 registrerades lämningarna efter ett boningshus, en ladugård och en potatisgrop med uppkastad kantvall. Idag återstår en överväxt husgrund med en hög tegelstenar från torpets skorsten och den intilliggande kallvattenkälla, där de boende hämtade sitt dricksvatten. Namnet lever kvar i Spikbornsvägen.

## Bilder

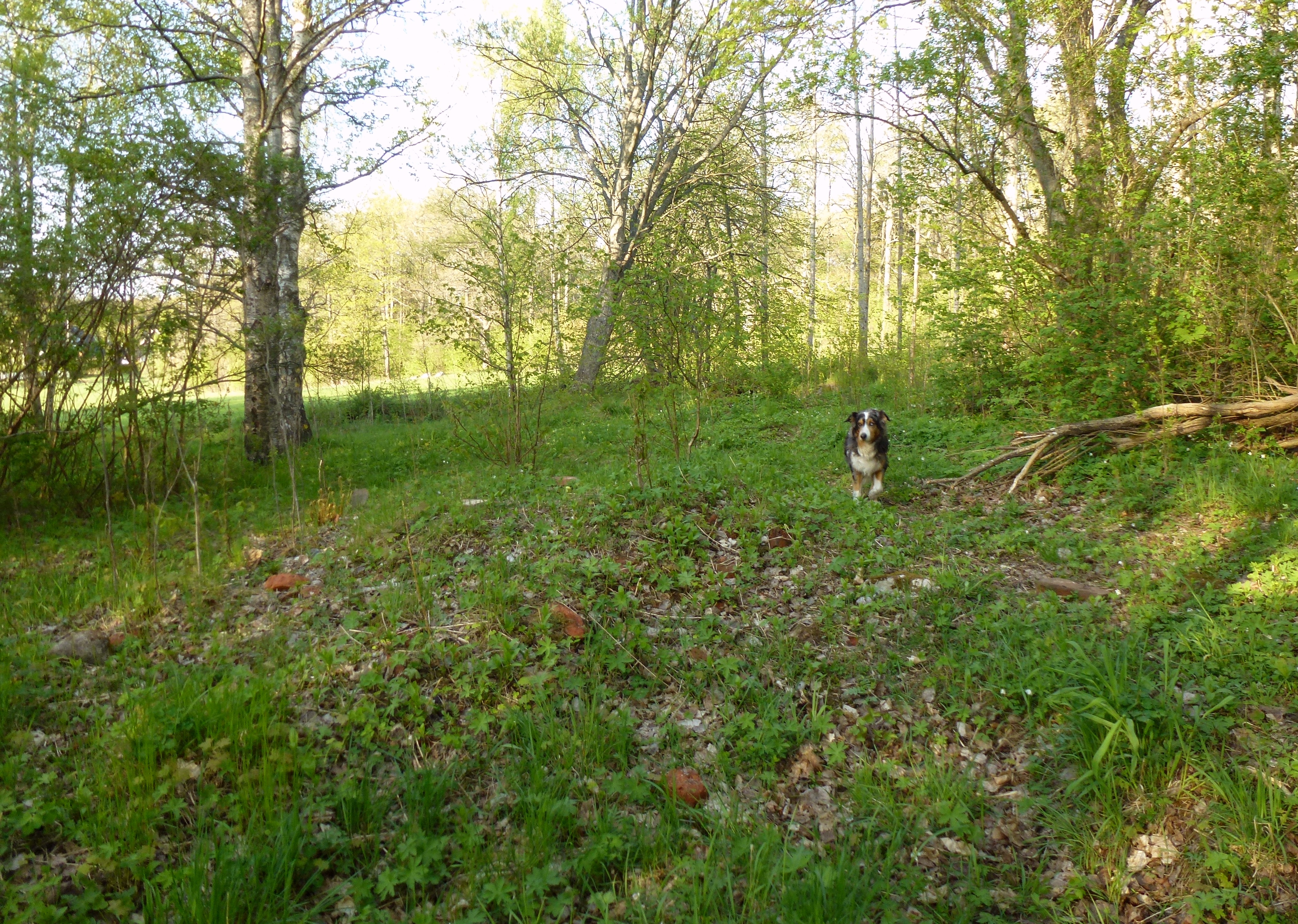
Spikborns husgrund
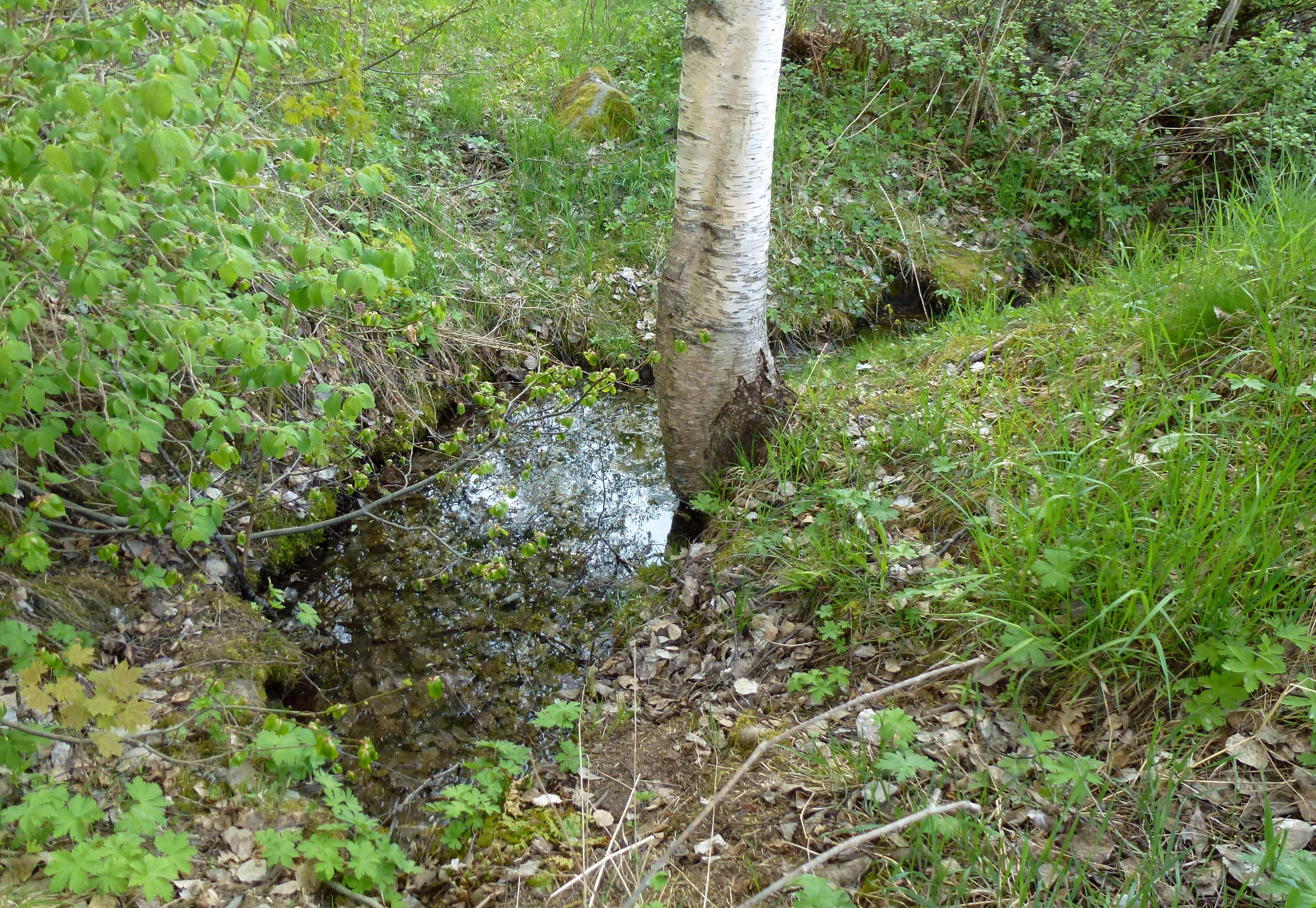
Vattenkälla vid Spikborn
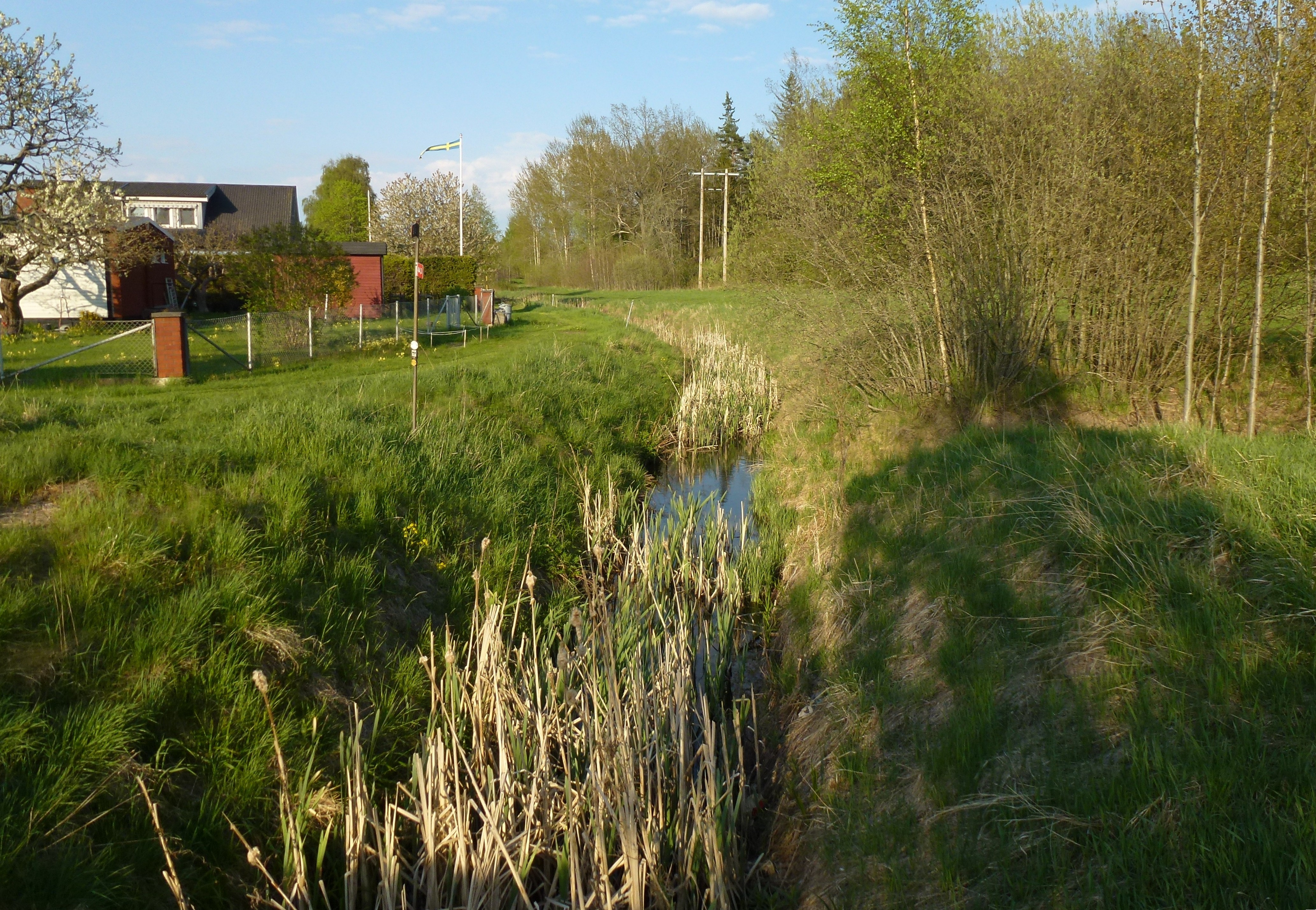
Juringeån
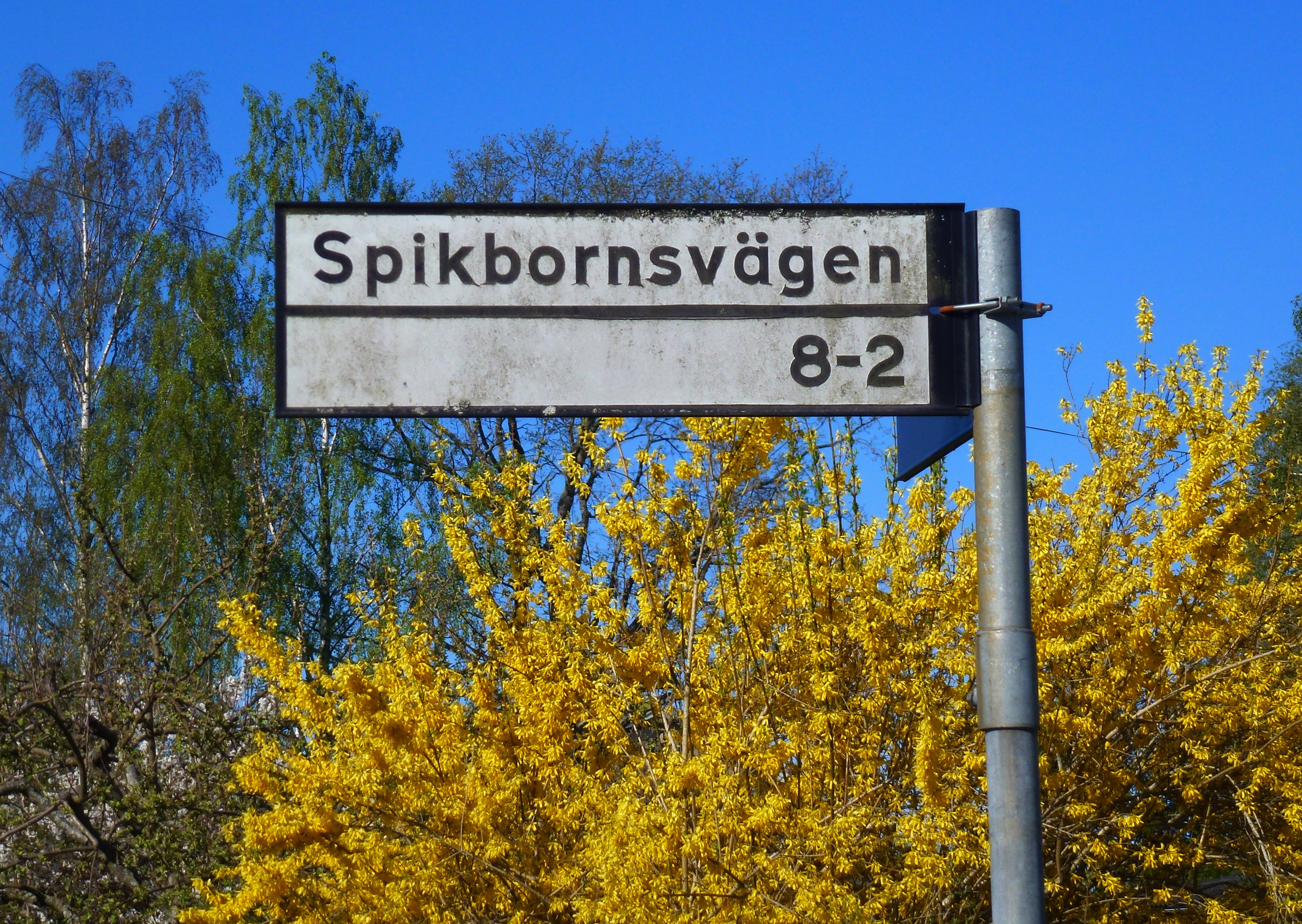
Spikbornsvägen